# Mara Torres
Mara Torres González (Madrid, 25 de setembre de 1974) és una periodista, escriptora, locutora de ràdio i presentadora de televisió madrilenya.

## Biografia
Llicenciada en Periodisme per la Facultat de Ciències de la Informació (Universitat Complutense de Madrid), va completar els cursos de postgrau en el departament de Llengua i Literatura obtenint el D.E.A (Diploma d'Estudis Avançats) el 2006. El 2008 va començar estudis de Literatura Comparada en la Facultat de Filologia de la UCM.
El 1994 va dirigir un programa universitari a l'emissora Onda Mini i en 1995 va entrar en la Cadena SER. Va passar per la redacció i producció del programa d’ Iñaki Gabilondo, Hoy por hoy, i pels programes de l'emissora local de la SER:: Hola Madrid i La Gran Evasión.
De 1998 a 2001, va dirigir i va presentar el programa d'entrevistes A contraluz i des d'aquesta data i fins a juliol de 2006,, Hablar por hablar (Cadena SER), líder de les matinades radiofòniques que va arribar a superar els 740.000 oients.
A l'octubre de 2006 va passar a formar part dels Serveis Informatius de Televisió Espanyola per a presentar La 2 Noticias, l'informatiu més premiat de la història de la televisió, amb més de 150 guardons, labor que va compaginar amb altres projectes dins de RTVE. Va estar al capdavant del programa fins al 26 de juliol de 2018.
El 2009 presenta i modera el programa Cine con debate a Cultural·es. El 2009 presenta amb al periodista Carlos del Amor l’espai En La 2. El 2013 va presentar i codirigir el programa Torres y Reyes amb l’humorista Joaquín Reyes, aplegant una bona dada d'audiència i de crítica i que a més es va convertir en trending topic nacional i mundial. En 2016 col·labora de manera altruista amb SEA/Birdlife narrant els 28 capítols sobre la Xarxa Natura 2000, sèrie documental que va ser emesa els dissabtes en la sobretaula de La 2.
A l'octubre de 2018 comença a presentar en la Cadena SER, El Faro, un programa nocturn amb idea original seva que incorpora una nova fórmula desenvolupada entre convidats i oients.
El 2022 participa en Sentimos las molestias, sèrie protagonitzada per Antonio Resines i Miguel Rellán, on s'interpreta a si mateixa fent una entrevista a Resines en la qual el posa en un destret.

### Altres
Ha publicat articles i relats en diferents mitjans i impartit classes i xerrades sobre temes periodístics i culturals. Ha moderat debats, per exemple, en el Fòrum de la Cultura de Burgos (sobre la transcendència de l'art) amb Rafael Moneo, Monsenyor Amigo i Antonio López com a convidats (des. 2014) o la trobada sobre filosofia i sociologia amb Zygmunt Bauman i Javier Gomá (nov. 2015). A més de formar part del jurat dels Premis Ondas 2015 (categoria ràdio) i del Premi de Periodisme Miguel Delibes de Valladolid (dic. 2015), entre d'altres.
El 2013 interposa una demanda judicial contra Hisenda per no haver-li concedit l'exempció fiscal del 40% en haver estat finalista al Premi Planeta, del qual la periodista s'estalviaria prop de 33.000 euros d'un premi de 150.000 euros. Això és una cosa que ja s'havia fet amb anterioritat amb una altra escriptora, però només va ser notícia el cas de Mara Torres per part de sectors afins a partits polítics "de dretes". En 2019 guanya la demanda judicial, encara que no exempta de crítiques des de les xarxes socials per part de sectors crítics amb partits d'esquerres.

## Llibres editats

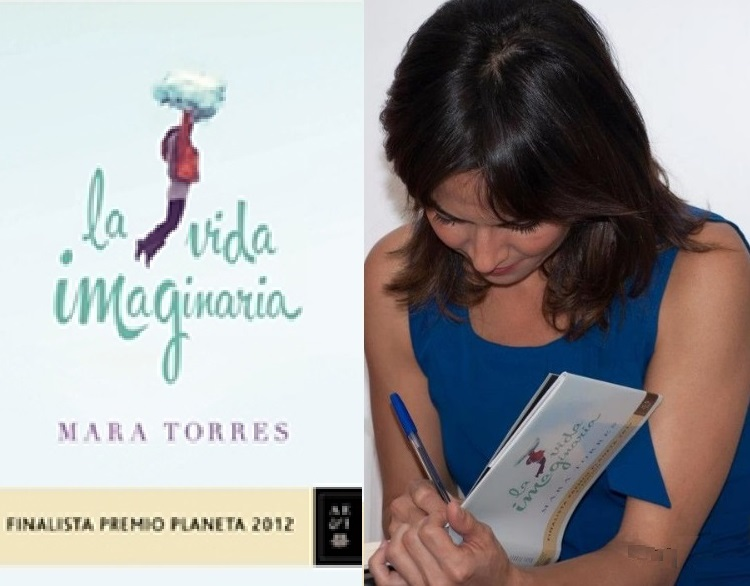
Mara Torres signant exemplaes de La vida imaginaria, novel·la finalista del Premi Planeta, a la Fira del Llibre de Madrid (juny de 2013).

- Hablar por hablar. Historias de madrugada: Editat per Aguilar l'any 2004, en el qual recopila les converses i anècdotes més interessants i curioses de la seva època al capdavant programa. Al gener de 2018 es va estrenar l'obra de teatre "Hablar por hablar. Historias de madrugada de la radio al teatro". Escrita per cinc dramaturgs, dirigida per Fernando Sánchez-Cabezudo i produïda per Cornejo, el llibret inclou textos extrets del llibre de Mara Torres.
- Sin ti. Cuatro miradas desde la ausencia: Llibre finalista en l'IV Premi Setenil al Millor Llibre de Relats publicat a Espanya en 2006. Editat per Aguilar, l'autora narra quatre relats protagonitzats per persones que van perdre a un ser estimat, al mateix temps que realitza un homenatge a la quotidianitat i a la vida compartida. Els protagonistes del llibre són: l'escriptora Dulce Chacón i la seva germana Inma Chacón; l'historiador Javier Tusell i la seva filla Veva; el músic Alejandro Pelayo i la pianista Mayte Gutiérrez; i el dramaturg Antonio Buero Vallejo i la seva dona, l'actriu Victoria Rodríguez.
- La vida imaginaria: Finalista al Premi Planeta 2012. Protagonitzada per Fortunata Fortuna. Una novel·la que parla d'amor i desamor, de la necessitat que tenim els éssers humans de reinventar-nos després d'un fracàs, una història en la qual realitat i desig es confonen.
- Los días felices (Planeta): Una història sobre els anys més intensos de la vida, en els quals es dibuixen alguns dels nostres dies més feliços.

## Premis
- Octubre de 2023: El programa "El Faro", dirigit i presentat per Mara Torres, gana el Premi Ondas 2023 al millor programa de ràdio.
- Octubre de 2023: Antena d'Or de la Federació d'Associacions de Ràdio i Televisió.
- Gener de 2023: Premi del Festival Actual en reconeixement de la seva trajectòria professional, la seva labor comunicativa i de divulgació cultural en el programa El Faro de la Cadena SER.
- Juny de 2018 (col·lectiu): La 2 notícies obté en la categoria de Mitjans de comunicació el premi per la seva secció 'Mujeres en el deporte' de la XXXVI Gala del Deporte de Torrelodones.